# Grosser Krottenkopf
Le Grosser Krottenkopf ou Großer Krottenkopf est un sommet des Alpes, à 2 656 m d'altitude, point culminant des Alpes d'Allgäu, et en particulier de la chaîne de Hornbach, en Autriche (Land du Tyrol).